# Wólka Grochowa
Wólka Grochowa (prononciation : [ˈvulka ɡrɔˈxɔva]) est un village polonais de la gmina de Długosiodło dans le powiat de Wyszków de la voïvodie de Mazovie dans le centre-est de la Pologne.
Il se situe à environ 4 kilomètres au nord de Długosiodło (siège de la gmina), 25 kilomètres au nord de Wyszków (siège du powiat) et à 77 kilomètres au nord-est de Varsovie (capitale de la Pologne).

## Histoire
De 1975 à 1998, il faisait partie du territoire de la Voïvodie d'Ostrołęka